# Pontcarré
Pour la famille noble, voir Camus de Pontcarré.
Pontcarré (prononcé [pɔ̃.ka.ʁe]) est une commune française située dans le département de Seine-et-Marne en région Île-de-France.

## Géographie

### Localisation
Pontcarré est située à 31 km à l'est de Paris, et à 11 km au sud de Lagny-sur-Marne sur le plateau de la Brie.

### Communes limitrophes
| Croissy-Beaubourg Collégien | Ferrières-en-Brie    | Bussy-Saint-Georges |
| Roissy-en-Brie              | Pontcarré            |                     |
| Ozoir-la-Ferrière           | Gretz-Armainvilliers | Favières            |

### Géologie et relief
La commune est classée en zone de sismicité 1, correspondant à une sismicité très faible.

### Hydrographie
Le système hydrographique de la commune se compose de trois cours d'eau référencés :
- le Morbras, long de 17,3 km[2], affluent de la Marne, prend sa source dans la commune ;
  - le canal 01 de la commune de Pontcarré, long de 2,2 km[3], conflue avec le Morbras ;
    - le canal 02 de la commune de Pontcarré, long de 2,6 km[4], conflue avec le canal 01 de la commune de Pontcarré.

La longueur linéaire globale des cours d'eau sur le territoire de la commune est de 3,99 km.

### Voies de communications et transports

#### Transports en commun
La commune est desservie par les lignes d'autobus et autocars des réseaux de Marne-la-Vallée, Pays Briard et Marne et Brie.

### Climat
Pour des articles plus généraux, voir Climat de l'Île-de-France et Climat de Seine-et-Marne.
En 2010, le climat de la commune est de type climat océanique dégradé des plaines du Centre et du Nord, selon une étude du CNRS s'appuyant sur une série de données couvrant la période 1971-2000. En 2020, Météo-France publie une typologie des climats de la France métropolitaine dans laquelle la commune est exposée à un climat océanique altéré et est dans la région climatique Sud-ouest du bassin Parisien, caractérisée par une faible pluviométrie, notamment au printemps (120 à 150 mm) et un hiver froid (3,5 °C).
Pour la période 1971-2000, la température annuelle moyenne est de 10,6 °C, avec une amplitude thermique annuelle de 15,2 °C. Le cumul annuel moyen de précipitations est de 716 mm, avec 11,3 jours de précipitations en janvier et 7,9 jours en juillet. Pour la période 1991-2020, la température moyenne annuelle observée sur la station météorologique la plus proche, située sur la commune de Torcy à 7 km à vol d'oiseau, est de 12,1 °C et le cumul annuel moyen de précipitations est de 716,4 mm,. Pour l'avenir, les paramètres climatiques de la commune estimés pour 2050 selon différents scénarios d'émission de gaz à effet de serre sont consultables sur un site dédié publié par Météo-France en novembre 2022.

### Milieux naturels et biodiversité

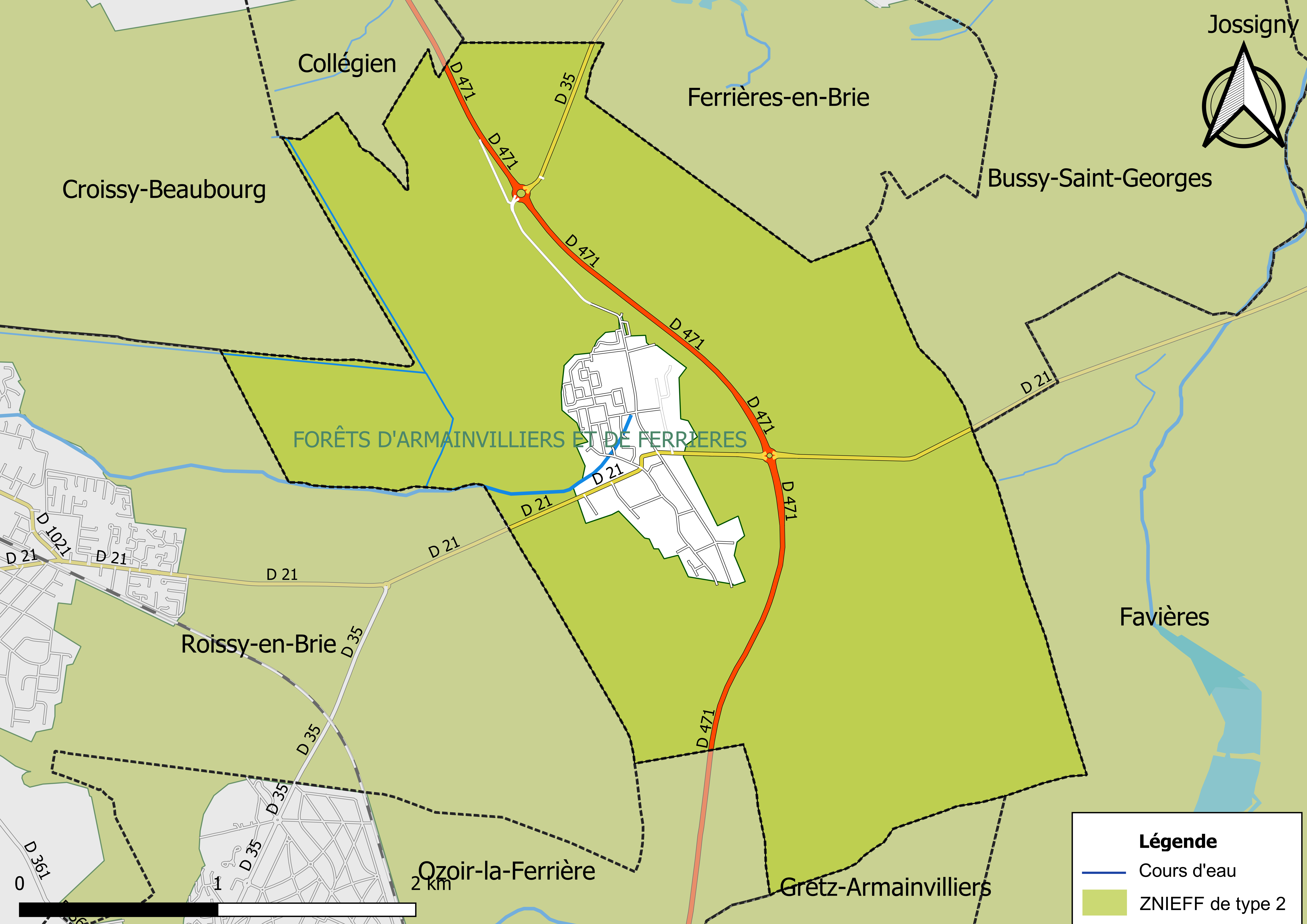
Carte des ZNIEFF de type 2 localisées sur la commune.

L’inventaire des zones naturelles d'intérêt écologique, faunistique et floristique (ZNIEFF) a pour objectif de réaliser une couverture des zones les plus intéressantes sur le plan écologique, essentiellement dans la perspective d’améliorer la connaissance du patrimoine naturel national et de fournir aux différents décideurs un outil d’aide à la prise en compte de l’environnement dans l’aménagement du territoire.
Le territoire communal de Pontcarré comprend une ZNIEFF de type 2,,, 
les « forêts d'Armainvilliers et de Ferrières » (5 682,94 ha), couvrant 12 communes du département.

## Urbanisme

### Typologie
Au 1er janvier 2024, Pontcarré est catégorisée bourg rural, selon la nouvelle grille communale de densité à sept niveaux définie par l'Insee en 2022.
Elle appartient à l'unité urbaine de Pontcarré, une unité urbaine monocommunale constituant une ville isolée,. Par ailleurs la commune fait partie de l'aire d'attraction de Paris, dont elle est une commune de la couronne,. Cette aire regroupe 1 929 communes,.

### Lieux-dits et écarts
La commune compte 52 lieux-dits administratifs répertoriés consultables ici dont la Bretèche et le Palais (source : le fichier Fantoir).

### Occupation des sols
En 2018, le territoire de la commune se répartit en 77 % de forêts, 9,5 % de milieux à végétation arbusive et/ou herbacée, 7,9 % de zones urbanisées, 4,1 % de terres arables, 1,4 % de zones agricoles hétérogènes et 0,5 % d’espaces verts artificialisés non agricoles.

### Logement
En 2013, le nombre total de logements dans la commune était de 846 (dont 72,6 % de maisons et 27,3 % d’appartements).
Parmi ces logements, 94,1 % étaient des résidences principales, 0,2 % des résidences secondaires et 5,7 % des logements vacants.
La part des ménages propriétaires de leur résidence principale s’élevait à 82,3 %.

### Voies de communication et transports

#### Transports
La commune est desservie par :
- la ligne 2290 (Gare de Torcy – Gare d'Ozoir-la-Ferrière) du réseau de bus de Marne-la-Vallée ;
- Depuis avril 2024, la commune est desservie en soirée par le bus de Soirée Bussy-Saint-Georges, permettant de relier la Gare de Bussy-Saint-Georges.

## Toponymie
Le nom de la localité est mentionné sous les formes Potus Quadratus vers 1500 ; Pons Quadratus en 1520.
Du latin Potus Quadratus, « Pont Carré », qui indique la forme d'un pont en pierre de taille, ou plus vraisemblablement de Potus Quadratus, nom du constructeur de ce pont vers 1500 (ou de Pons Quadratus vers 1520),,. Ce pont est en pierre de taille enjambant le Morbras.

## Histoire
Le 28 mars 1762, Louis Charles de Bourbon(-Maine), duc d'Aumale, échangea avec Louis XV la principauté de Dombes contre le duché de Gisors et les terres de Gretz-Armainvilliers et de Pontcarré. Son héritage passa à la branche collatérale des Bourbon-Penthièvre, puis aux Orléans (Louise Marie de Bourbon-Penthièvre, Madame Égalité, en apportant l'héritage).
La commune fut rattachée à Roissy-en-Brie de 1810 à 1829.

## Politique et administration

### Rattachements administratifs et électoraux
La commune était intégrée depuis 1994 à l'arrondissement de Torcy, qui avait succédé à l'arrondissement de Noisiel du département de Seine-et-Marne.
Afin de faire coïncider les limites d'arrondissement et celles des intercommunalités, elle intègre le 1er janvier 2018 l'arrondissement de Provins.
Pour l'élection des députés, elle fait partie depuis 1988 de la huitième circonscription de Seine-et-Marne.
Elle faisait partie de 1793 à 1975 du canton de Tournan-en-Brie, année où elle intègre le canton de Roissy-en-Brie. Dans le cadre du redécoupage cantonal de 2014 en France, la commune est désormais rattachée au canton d'Ozoir-la-Ferrière.

### Intercommunalité

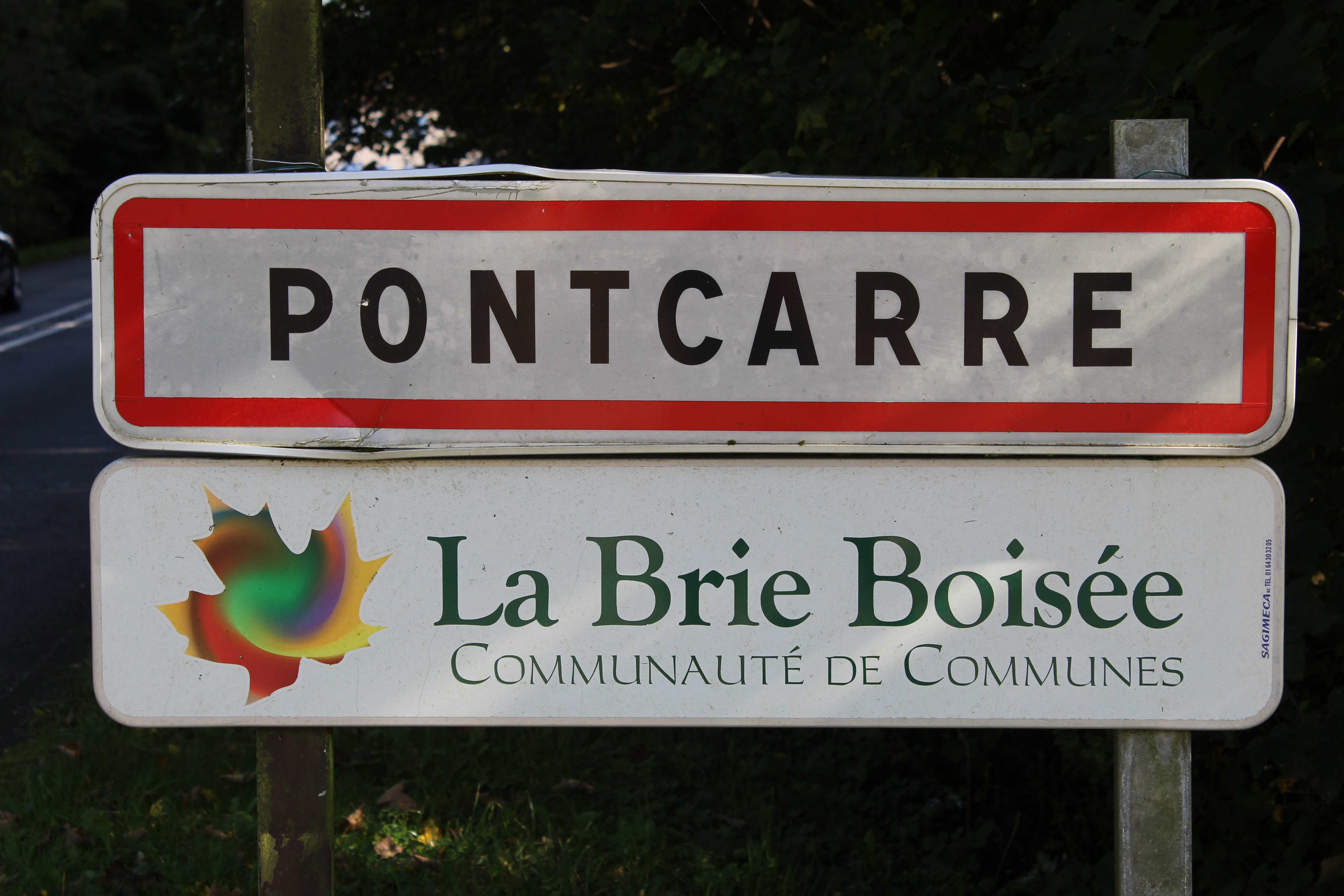
Panneau d'entrée, à l'époque de la Brie Boisée.

La commune était membre du district de la Brie Boisée créé le 26 décembre 1994, et qui s'est transformé en communauté de communes sous le nom de communauté de communes de la Brie boisée.
Dans le cadre des dispositions de la loi portant nouvelle organisation territoriale de la République (Loi NOTRe) du 7 août 2015, qui prévoit que les établissements publics de coopération intercommunale (EPCI) à fiscalité propre doivent avoir un minimum de 15 000 habitants (et 5 000 habitants en zone de montagnes), la Brie boisée, la communauté de communes du Val Bréon et  la communauté de communes les Sources de l'Yerres, auxquelles s'est rajouté la commune de  Courtomer, ont du fusionner pour former, le 1er janvier 2017, la communauté de communes du Val Briard, malgré l'opposition de la Brie boisée, en raison notamment de rapports difficiles avec Jean-Jacques Barbaux (LR), président du Val Bréon et du Conseil départemental.
Pontcarré étant insatisfait de ce rattachement imposé a obtenu d'intégrer, le 1er janvier 2018, la communauté d'agglomération Marne et Gondoire,.

### Tendances politiques et résultats
- Élection présidentielle de 2017[34] (2d tour) : 42,69% pour Emmanuel Macron (REM), 25,43% pour Marine Le Pen (FN), 77,20 % de participation.

### Liste des maires

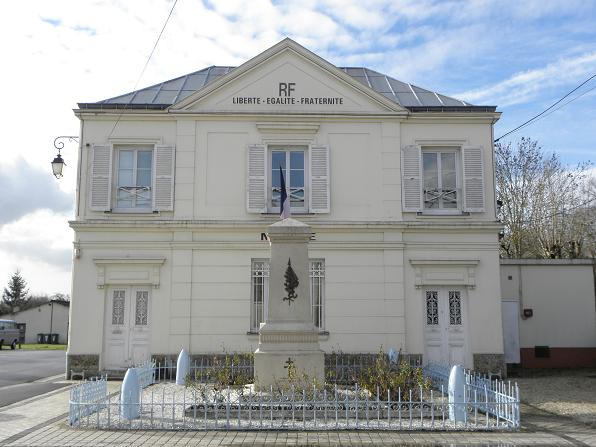
La mairie.

| Période                                  | Période                   | Identité         | Étiquette | Qualité |
| ---------------------------------------- | ------------------------- | ---------------- | --------- | --- |
| mars 1959                                | 1960                      | Jacques Lavergne |           | |
| Les données manquantes sont à compléter. |                           |                  |           | |
| 1963                                     | mars 1971                 | Jacques Lavergne |           | |
| mars 1971                                | mars 1977                 | Roger Grelier    |           | |
| mars 1977                                | mars 1983                 | Guy Chiche       |           | |
| mars 1983                                | mars 2001                 | Norbert Alise    | PS        | Agent fédéral Fédération Léo-Lagrange                                                                              |
| mars 2001                                | En cours (au 28 mai 2020) | Tony Salvaggio   | PS        | Responsable développement des ventes 2e vice-président de la CC de la Brie Boisée (? → 2016) Réélu en 2014 et 2020 |

## Population et société

### Démographie
L'évolution du nombre d'habitants est connue à travers les recensements de la population effectués dans la commune depuis 1793. Pour les communes de moins de 10 000 habitants, une enquête de recensement portant sur toute la population est réalisée tous les cinq ans, les populations de référence des années intermédiaires étant quant à elles estimées par interpolation ou extrapolation. Pour la commune, le premier recensement exhaustif entrant dans le cadre du nouveau dispositif a été réalisé en 2005.

En 2022, la commune comptait 2 149 habitants, en évolution de −3,29 % par rapport à 2016 (Seine-et-Marne : +3,92 %, France hors Mayotte : +2,11 %).
| 1793 | 1800 | 1806 | 1831 | 1836 | 1841 | 1846 | 1851 | 1856 |
| ---- | ---- | ---- | ---- | ---- | ---- | ---- | ---- | ---- |
| 300  | 348  | 366  | 372  | 377  | 366  | 416  | 449  | 509  |

| 1861 | 1866 | 1872 | 1876 | 1881 | 1886 | 1891 | 1896 | 1901 |
| ---- | ---- | ---- | ---- | ---- | ---- | ---- | ---- | ---- |
| 589  | 591  | 502  | 509  | 529  | 555  | 578  | 606  | 639  |

| 1906 | 1911 | 1921 | 1926 | 1931 | 1936 | 1946 | 1954 | 1962 |
| ---- | ---- | ---- | ---- | ---- | ---- | ---- | ---- | ---- |
| 622  | 526  | 364  | 416  | 400  | 368  | 374  | 404  | 468  |

| 1968 | 1975  | 1982  | 1990  | 1999  | 2005  | 2006  | 2010  | 2015  |
| ---- | ----- | ----- | ----- | ----- | ----- | ----- | ----- | ----- |
| 584  | 1 166 | 1 648 | 1 748 | 1 816 | 2 024 | 2 018 | 2 001 | 2 140 |

| 2020  | 2022  | - | - | - | - | - | - | - |
| ----- | ----- | - | - | - | - | - | - | - |
| 2 154 | 2 149 | - | - | - | - | - | - | - |

### Enseignement
Pontcarré possède une école publique, l'école Louis-Mazet, composée d'une école maternelle et d'une école primaire.
Les collégiens de Pontcarré sont scolarisés au collège Eugène-Delacroix de Roissy-en-Brie, et les lycéens au lycée Charles-le-Chauve de Roissy-en-Brie.

## Économie

### Revenus de la population et fiscalité
Le nombre de ménages fiscaux en 2013 était de 789 et la médiane du revenu disponible par unité de consommation de 25 612 €.

### Emploi
En 2014, le nombre total d’emploi au lieu de travail était de 415.
Le taux d’activité de la population âgée de 15 à 64 ans s'élevait à 80,2 % contre un taux de chômage de 6,3 %.

### Entreprises et commerces
En 2015, le nombre d’établissements actifs était de 166 dont 1 dans l’agriculture-sylviculture-pêche, 13 dans l'industrie, 28 dans la construction, 109 dans le commerce-transports-services divers et 15 étaient relatifs au secteur administratif.
Cette même année, 22 entreprises ont été créées, dont 19 par des auto-entrepreneurs.

## Culture locale et patrimoine

### Lieux et monuments
- L'église Saint-Roch, XVIIe siècle.

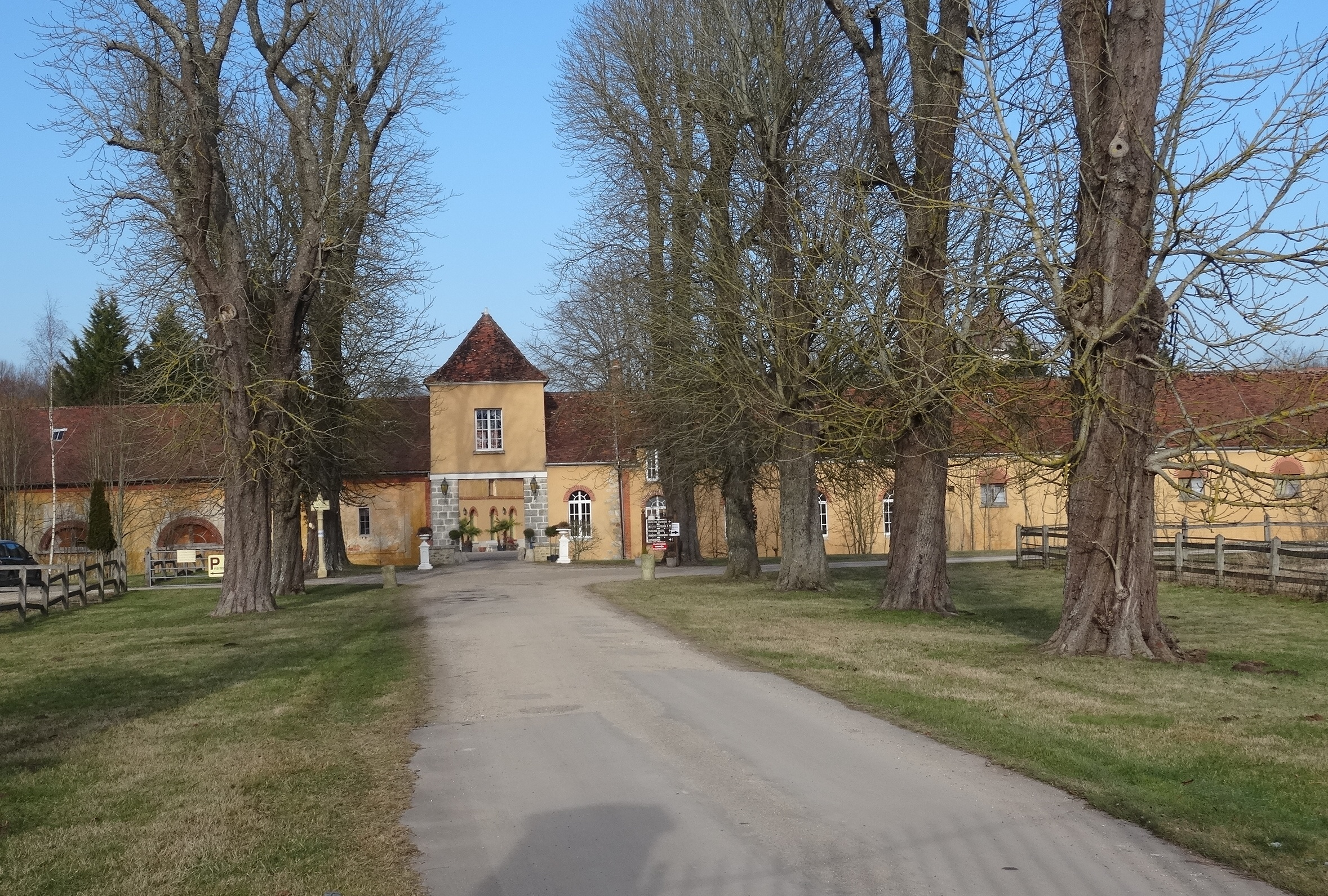
La « ferme de Pontcarré ».

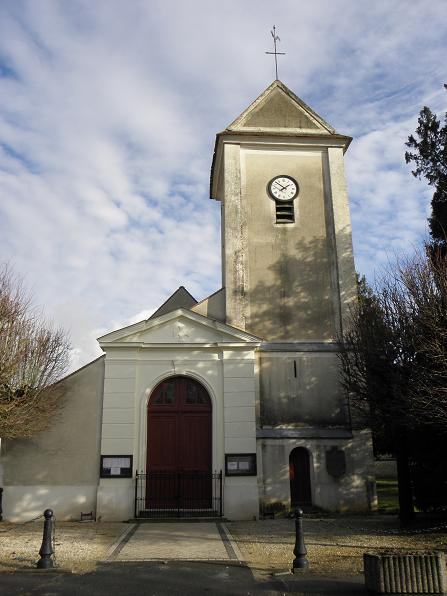
L'église Saint-Roch.

- La ferme de Pontcarré et son pigeonnier, XIXe siècle

Bâtiments construits par les Rothschild occupant l'emplacement de l'ancienne basse-cour du château féodal disparu.
- Le « Petit château », ancien pavillon de chasse, dépendance de la propriété des Rothschild.
- L'extrémité sud-ouest du site classé du domaine du château de Ferrières occupe le nord-est de la commune.
- La forêt de Ferrières au nord de la commune et la forêt domaniale d'Armainvilliers au sud. Les bois et forêts représentent 6,83 km2 des 9,46 km2 de Pontcarré.
- Musée de l'attelage (plus de 200 voitures d’attelage - ferme de Pontcarré).

### Personnalités liées à la commune
- Enfant, le poète Robert Desnos venait en vacances à Pontcarré[réf. nécessaire].
- La branche française de la famille Rothschild.